# イラン航空機製造工業
イラン航空機製造工業会社（HESA、ペルシア語: شرکت صنایع هواپیماسازی ایران — هسا）は、イランの航空機製造会社である。1976年に設立され、イラン航空産業機構（IAIO）に属し、エスファハーン州のシャーヒーン・シャフルに位置している。同社が設立された約200万平方メートル、すなわち500エーカーの土地は、地元の著名で評価の高いボロマンド家（兄弟たち：Abdolghaffar、Abdolrahman、Abdolrahim、Abdolkarim、Abdolrashid、Abdollah）が寄贈したものである。数千平方メートルの敷地を持ち、25万平方メートルの店舗や格納庫が空調部品の製造、組立、実験所、飛行試験施設、生産準備用の店舗に割り当てられている。
テキストロン社が建設した当初の工場は、数百機のヘリコプターと技術移転を伴う契約で、イランで様々な形態のベル214を生産することになっていた。報道によると、この契約があまりにも巨大だったため、イランの要求に応えるためにテクストロンの新部門を設立しなければならず、デルク・M・オーデン米陸軍少将を社長に迎えてプログラムに対処した。この仕事は1978年のイラン・イスラム革命とその後の対イラン制裁により終了した。

## プロジェクト

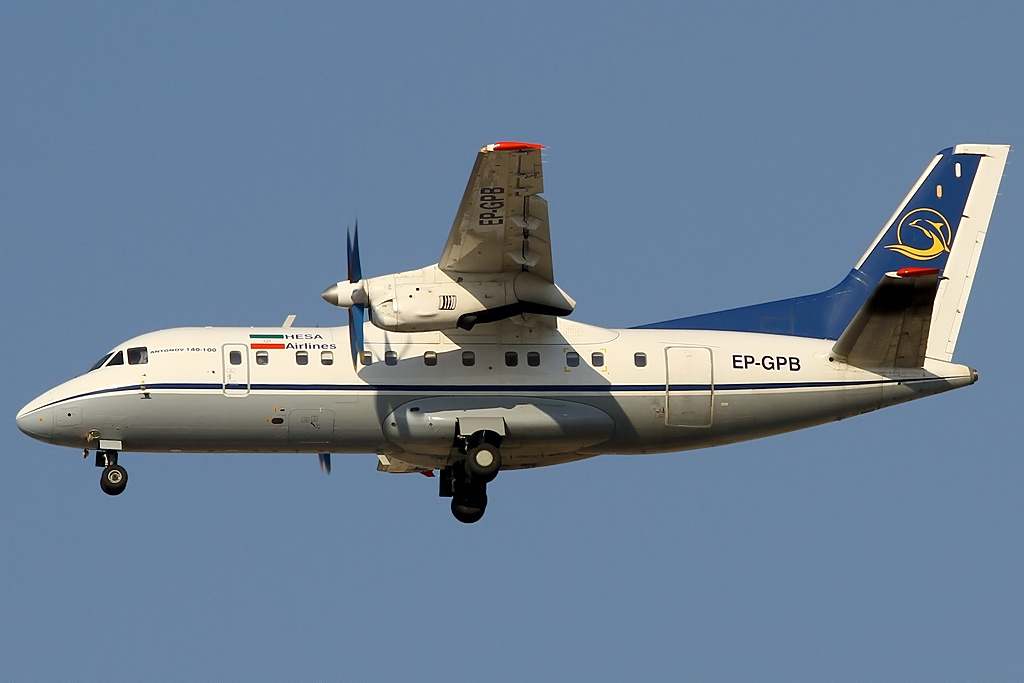
HESAはIrAn-140-100を製造して飛行させた。

- コウサル - リバースエンジニアリングしたF-5タイガーの国産「第4世代」バージョン
- ウクライナの協力を得て、アントノフAn-140をベースにIrAn-140旅客機を製造
- アバービール（英語版）ドローン用のパラシュート回収システムの設計と製造[2]
- Shahed-278ヘリコプターの製造（ベル 206とPanha Shabaviz 2061の部品を使って）
- Zafar 300ヘリコプターの製造（ベル 206がベース）[3][4][5]
- Shahed-274ヘリコプターの製造（ベル 206がベース）
- シャヘド 285ヘリコプターの製造（ベル 206とPanha Shabaviz 2061の部品を使って）
- Dorna練習機の製造
- カラール (航空機)UCAVの製造
- 複合材料を使用したプロペラの製造
- イラン海軍のホバークラフト修理
- 部品製造
- アザラフシュジェット戦闘機の製造（ノースロップF-5がベース）
- サーエゲ戦闘機の製造（ノースロップF-5がベース）
- シャファグ（英語版）軽訓練機／軽攻撃機／軽戦闘機の開発（M-ATFがベース）
- サフレ・マーヒーの開発
- シーモルグ：シームルグ（هواپيماي سيمرغ）は、HESA製の2人乗りノースロップF-5AからF-5Bへ改造したもの。2005年のイラン・キシュ航空ショー（英語版）で初飛行し、2機が建造された[6]。